# Franz Gatscher
Franz Gatscher (Bolzano, 26 marzo 1964) è un fondista, judoka e atleta italiano paralimpico.
Ipovedente B3, ha rappresentato l'Italia ai Giochi paralimpici in otto edizioni sia estive sia invernali, vincendo una medaglia.

## Biografia
Ha partecipato alle gare di sci di fondo di Innsbruck 1984, Lillehammer 1994, Nagano 1998, Pechino 2022 e Torino 2006, insieme alla guida  Stefano Gamper.
Ha gareggiato nelle prove di atletica (lancio del disco e pentathlon) ai giochi paralimpici estivi di New York 1984 e Seul 1988.
Vinse la medaglia di bronzo nel judo cat. >95kg alle paralimpiadi di Barcellona 1992.
Presidente del GSNV Bolzano, ha vinto il campionato italiano di torball 2017-2018.